# Bejeweled (canção)
"Bejeweled" é uma canção da cantora e compositora estadunidense Taylor Swift, gravada para seu décimo álbum de estúdio de Swift, Midnights (2022). Foi escrita e produzida por Swift e Jack Antonoff. A canção foi lançada como um single promocional digital em 25 de outubro de 2022.

## Antecedentes
Em 28 de agosto de 2022, Taylor Swift anunciou seu décimo álbum de estúdio, Midnights, com lançamento previsto para 21 de outubro de 2022. A lista de faixas não foi revelada imediatamente. Jack Antonoff, um colaborador de longa data de Swift que trabalhou com ela desde seu quinto álbum de estúdio 1989 (2014), foi confirmado como produtor em Midnights por um vídeo postado na conta de Swift no Instagram em 16 de setembro de 2022, intitulado "The making of Midnights". A partir de 21 de setembro de 2022, Swift começou a revelar a lista de faixas em uma ordem aleatória por meio de sua curta série de vídeos no TikTok, chamada Midnights Mayhem with Me. Consistia em 13 episódios, com uma canção revelada em cada episódio. Swift rola uma gaiola de loteria contendo 13 bolas de pingue-pongue numeradas de um a treze, cada uma representando uma faixa de Midnights, e quando uma bola cai, ela divulga o título da faixa correspondente do álbum, por meio de um telefone. No sétimo episódio em 5 de outubro de 2022, Swift anunciou o título da nona faixa como "Bejeweled".

## Lançamento
Em 16 de outubro, Swift postou um itinerário em suas redes sociais, detalhando os eventos programados para o álbum, intitulado Midnights Manifest. Ele especificou um lançamento de videoclipe para o primeiro single do álbum, "Anti-Hero", em 21 de outubro e "outra faixa" em 25 de outubro. Swift mais tarde confirmou que a faixa não revelada a receber um videoclipe é "Bejeweled". Trechos do vídeo foram mostrados em um trailer do visual do álbum durante a transmissão do Amazon Prime Video do Thursday Night Football em 20 de outubro. Além de Swift, o elenco do videoclipe de "Bejeweled"—Jack Antonoff, Laura Dern, as irmãs Haim (Este, Danielle e Alana), Dita Von Teese e Pat McGrath—também apareceram no trailer.
Midnights foi lançado em 21 de outubro de 2022 às 12:00 EDT, no qual "Bejeweled" aparece como a nona faixa. Em 25 de outubro, a canção foi lançada para download digital na loja virtual de Swift, como um single promocional do álbum.

## Videoclipe

### Lançamento
O videoclipe de "Bejeweled", escrito e dirigido por Swift, foi lançado em 25 de outubro no perfil oficial do Vevo da cantora. O clipe foi totalmente inspirado na temática do filme Cinderela.

### Enredo
O vídeo começa com House Wench Taylor limpando a sujeira que uma de suas meias-irmãs deixou no chão, enquanto que Lady Danielle, Lady Alana e Lady Este (as irmãs Haim) e sua madrasta (Laura Dern) conversam sobre um baile que ocorrerá no reino, porém dessa vez acontecerá em formato de um concurso e quem ganhar terá um princípe e as chaves para seu próprio castelo. Elas começam, então, a humilhar a Taylor dizendo que foi exilada e não poderá participar, fazendo com que ela fique sem sair. 
O clipe começa após as meia-irmãs e a madrasta saírem, e enquanto Taylor costura sua roupa para o concurso ela encontra um relógio marcando o fim de seu exilio e vai em direção à um elevador. Nele, ela para o 3º andar e encontra uma sala cheia de cristais e sua roupa começa a se encher com diversas pedras brilhosas, logo em seguida ela para no 5º andar e encontra a sua fada madrinha (Dita Von Teese), aonde ela ensina algumas lições para Taylor em cima de duas taças gigantes para cada uma. O elevador então para no 13º andar aonde ocorre a competição e, consequentemente, Taylor ganha. 
Na cena da coroação, a Queen Pat (Pat McGrath) fica impressionada ao vê-la atordoando suas meias-irmãs e sua madrasta e força o Prince Jack (Jack Antonoff) à propor para Taylor, mas ela acaba desaparecendo. O clipe acaba com ela em seu castelo, e cercada de dragões.

### Regravações
Após o lançamento, uma teoria entre os fãs começou a ganhar bastante força que seria de Swift lançar a regravação de seu terceiro álbum de estúdio Speak Now como próximo disco. Depois do lançamento do videoclipe de "Anti-Hero" iniciar essa teoria, o clipe aumentou ainda mais os rumores. O primeiro indicio é a data de lançamento de Bejeweled, que ocorreu no dia 25 de outubro, no mesmo dia do lançamento do Speak Now em 2010. As cenas que levaram à teoria são a do diálogo no início do clipe onde uma versão medieval de Enchanted toca ao fundo (entre os minutos 0:03 e 1:58), as cenas do elevador aonde em uma delas a mão de Swift aperta o andar de cor roxa e número 3 (no minuto 2:40), no final do clipe aonde o elevador para no andar de cor roxa e número 13, além de um frame aonde a personagem usa duas presilhas de cabelo com as letras S e N (minutos 4:27 e 5:07), e na cena final e nos créditos no qual uma versão medieval de Long Live toca ao fundo (entre os minutos 5:10 e 5:48) e dois dragões ao redor do castelo fazendo uma alusão à letra da última. O clipe ainda deu uma possível dica da ordem dos relançamentos dos 4 álbuns restantes, presente nas falas "Speak not tired tacky wench clean!" (Speak Now e 1989), "Or should I say Swiftly?" (Debut) e "Bye snake!" (Reputation).

## Tabelas musicais
| Tabela musical (2022)                    | Melhor posição |
| ---------------------------------------- | -------------- |
| África do Sul (Billboard)                | 19             |
| Austrália (ARIA)                         | 7              |
| Canadá (Canadian Hot 100)                | 7              |
| Chéquia (ČNS IFPI)                       | 38             |
| Croácia (Billboard)                      | 21             |
| Eslováquia (ČNS IFPI)                    | 43             |
| Espanha (PROMUSICAE)                     | 65             |
| Estados Unidos - Billboard Hot 100       | 6              |
| Filipinas (Billboard)                    | 8              |
| Global 200 (Billboard)                   | 8              |
| Grécia (IFPI)                            | 16             |
| Islândia (Plötutíðindi)                  | 29             |
| Lituânia (AGATA)                         | 38             |
| Malásia (Billboard)                      | 15             |
| Malásia - International (RIM)            | 11             |
| Nova Zelândia (Recorded Music NZ)        | 9              |
| Países Baixos (Single Top 100)           | 1              |
| Portugal (AFP)                           | 22             |
| Reino Unido - UK Audio Streaming (OCC)   | 11             |
| Reino Unido - UK Singles Downloads (OCC) | 57             |
| Reino Unido - UK Singles Sales (OCC)     | 61             |
| Singapura (RIAS)                         | 8              |
| Suécia (Sverigetopplistan)               | 44             |
| Vietname (Vietnam Hot 100)               | 19             |

## Certificações
| Região                                                       | Certificação | Unidades/vendas |
| ------------------------------------------------------------ | ------------ | --------------- |
| Canadá (Music Canada)                                        | Ouro         | 40.000‡         |
| ‡vendas+valores de streaming baseados apenas na certificação |              |                 |

## Histórico de lançamento
| Região         | Data                  | Formato(s)       | Gravadora(s) | Ref.   |
| -------------- | --------------------- | ---------------- | ------------ | ------ |
| Estados Unidos | 25 de outubro de 2022 | Download digital | Republic     | [ 15 ] |